# Bullwinkle J. Moose
Bullwinkle J. Moose, más conocido simplemente como Bullwinkle, es un personaje ficticio, un alce antropomórfico, de las series animadas de televisión de 1959-1964, Rocky and His Friends y The Bullwinkle Show, a menudo denominados colectivamente como Rocky and Bullwinkle, producidas por Jay Ward y Bill Scott. Cuando el programa cambió de cadena televisora de ABC a NBC, el nombre se modificó a The Bullwinkle Show, lo que refleja la popularidad que había alcanzado el personaje. En 1996, Bullwinkle ocupó el puesto número 32 entre las 50 mejores estrellas de televisión de todos los tiempos de TV Guide.

## Creación
El dibujante Alex Anderson ideó a Bullwinkle para The Frostbite Falls Review, un guion gráfico que le propuso a Jay Ward, pero que nunca se convirtió en una serie. Le dieron el nombre de «Bullwinkle» por Clarence Bullwinkel, un vendedor de automóviles de Berkeley, porque pensaron que era un nombre gracioso. De ahí partió la idea de la serie animada Rocky and His Friends, aunque finalmente Ward la desarrolló sin la ayuda de Anderson porque este no quería mudarse a Los Ángeles.
La serie, coproducida por Bill Scott, fue estrenada el 29 de noviembre de 1959 en la cadena ABC y resultó un éxito. En 1961, el programa cambió de cadena televisora a NBC y el nombre se modificó a The Bullwinkle Show, así permaneció por tres años, cuando Ward regresó de nuevo a ABC y el programa de Bullwinkle fue cancelado.
Rocky y Bullwinkle llevan como inicial de su segundo nombre la «J» en referencia a Jay Ward. Cuando hizo su debut junto a Rocky, los guantes Bullwinkle eran azules, más adelante cambiaron a blancos. Además, en los promocionales contemporáneos las astas de Bullwinkle son de una naranja amarillento, en contraste con el resto de su cuerpo, aunque originalmente eran de color marrón.

## Biografía del personaje
Bullwinkle comparte una casa con su mejor amigo Rocky en la pequeña ciudad ficticia de Frostbite Falls, Minnesota, que parodia la ciudad de International Falls, Minnesota. Bullwinkle asistió al college en «Wossamotta U» con una beca de fútbol. Es un antiguo simpatizante del Partido Bull Moose y al mismo tiempo fue en parte propietario y en parte gobernador de la isla de Moosylvania. En las temporadas 1 y 2, hace referencia a tener un tío Dewlap, que le legó grandes cantidades de riqueza (una colección de tapas de cajas de cereal —que son la base de la economía en la serie— y una mina de Upsidaisium —un metal precioso ficticio—). En la película Las aventuras de Rocky y Bullwinkle, Bullwinkle recibe el grado honorario de «Mooster» de Wossamotta U, debido a los nefastos planes de Boris Badenov.

## Voz
Bill Scott, socio de Ward y escritor principal de la serie, fue la voz original de Bullwinkle. En el 2000, Keith Scott (sin relación con Bill Scott) fue la voz de Bullwinkle en la película de Universal Pictures, Las aventuras de Rocky y Bullwinkle, ya que Bill murió de un ataque al corazón en 1985. En algunos de los anuncios y proyectos más recientes, Frank Welker realiza la voz de Bullwinkle.

## Apariciones

### En la Saga de Rocky y Bullwinkle

#### Videojuegos
- Rocky and Bullwinkle and Friends (1992)
- Rocky & Bullwinkle's Know-It-All Quiz Game (1998)
- Rocky y Bullwinkle (2008)

#### Televisiones y Películas
- Rocky and his Friends (Televisión de 1959)
- Boris y Natasha (Película de 1992)
- Las Aventuras de Rocky y Bullwinkle (Película de 2000)
- Rocky and Bullwinkle (Corto de 2014)

### Otras apariciones
- Mr. Mike's Mondo Video (Película de 1979)
- Broadway Danny Rose (1984)
- Date with an Angel (1987): Los amigos de Jim están viendo el TV.
- Roger Rabbit II: The Toon Platoon (1989): Precuela canacelada de la película ¿Quién engañó a Roger Rabbit?
- Animaniacs: Cameo en un episodio del segmento de la Ardilla Slappy.
- The Simpson: El Episodio Bart vs. Thanksgiving (de 1990), El Globo forma de Bullwinkle habla durante el desfile.
- South Park: Imaginationland (2007): Bullwinkle aparece en el Episodio Imaginationland Episode III.
- Robot Chicken: Papercut to Aorta (2013)